# 1276 هـ
1276 هـ هي سنة في التقويم الهجري امتدت مقابلةً في التقويم الميلادي بين سنتي 1859 و1860.

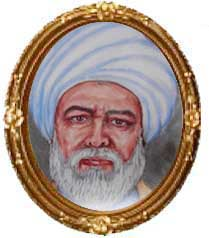
إبراهيم الباجوري

## مواليد
- برنهارد مورتس
- حامد بن سليمان القباني
- زين العابدين خان الكرماني
- شبلي شميل
- عبود غفلة
- علي محمود الأمين

## وفيات
- الجندقي
- وليم هوك مورلي
- إبراهيم الباجوري